# PAG1
PAG1 (англ. Phosphoprotein membrane anchor with glycosphingolipid microdomains 1) – білок, який кодується однойменним геном, розташованим у людей на короткому плечі 8-ї хромосоми. Довжина поліпептидного ланцюга білка становить 432 амінокислот, а молекулярна маса — 46 981.
| 10         |  | 20         |  | 30         |  | 40         |  | 50         |
| ---------- |  | ---------- |  | ---------- |  | ---------- |  | ---------- |
| MGPAGSLLGS |  | GQMQITLWGS |  | LAAVAIFFVI |  | TFLIFLCSSC |  | DREKKPRQHS |
| GDHENLMNVP |  | SDKEMFSRSV |  | TSLATDAPAS |  | SEQNGALTNG |  | DILSEDSTLT |
| CMQHYEEVQT |  | SASDLLDSQD |  | STGKPKCHQS |  | RELPRIPPES |  | AVDTMLTARS |
| VDGDQGLGME |  | GPYEVLKDSS |  | SQENMVEDCL |  | YETVKEIKEV |  | AAAAHLEKGH |
| SGKAKSTSAS |  | KELPGPQTEG |  | KAEFAEYASV |  | DRNKKCRQSV |  | NVESILGNSC |
| DPEEEAPPPV |  | PVKLLDENEN |  | LQEKEGGEAE |  | ESATDTTSET |  | NKRFSSLSYK |
| SREEDPTLTE |  | EEISAMYSSV |  | NKPGQLVNKS |  | GQSLTVPEST |  | YTSIQGDPQR |
| SPSSCNDLYA |  | TVKDFEKTPN |  | STLPPAGRPS |  | EEPEPDYEAI |  | QTLNREEEKA |
| TLGTNGHHGL |  | VPKENDYESI |  | SDLQQGRDIT |  | RL         |  |            |

A: Аланін

C: Цистеїн

D: Аспарагінова кислота

E: Глутамінова кислота

F: Фенілаланін

G: Гліцин

H: Гістидин

I: Ізолейцин

K: Лізин

L: Лейцин

M: Метіонін

N: Аспарагін

P: Пролін

Q: Глутамін

R: Аргінін

S: Серин

T: Треонін

V: Валін

W: Триптофан

Кодований геном білок за функцією належить до фосфопротеїнів. 
Задіяний у таких біологічних процесах, як адаптивний імунітет, імунітет. 
Локалізований у клітинній мембрані, мембрані.